# Noise
Noise je hudební žánr založený na šumu, distorzi a zvukové agresi. Hluky jsou buďto elektronické nebo nahrané v reálném světě. Noise je bezpohlavní, arytmický, nemá typické BPM, přesto se může nechtěně objevit. Stylově má nejblíže k industrialu a stylu power electronics. Je to svébytný směr, na nějž se odkazují a čerpají z něj ostatní. O tomto stylu se dá mluvit jako o nejagresivnějším hudebním stylu vůbec. Nejpodstatnější a nejtypičtější pro tento žánr jsou japonské projekty. Nemalý proud se dá také vysledovat ve Spojených státech.

## Zástupci žánru
- Petr Válek (Česko)
- Einleitungszeit (Slovensko/Česko)
- Government Alpha (Japonsko)
- Hijokaidan (Japonsko)
- Incapacitants (Japonsko)
- Masonna (Japonsko)
- Merzbow (Japonsko)
- Napalmed (Česko)
- Solmania (Japonsko)
- Stalaggh (Belgie/Nizozemsko)
- The Gerogerigegege (Japonsko)
- Ptao (Česko)
- SKLO (Česko)
- Ochnii Kapky (Česko/Rusko)
- Aube (Japonsko)
- Roughage (Kanada)

## Nejznámější noise labely
- Xerxes (Japonsko)
- RRRecords (USA)
- Alchemy Records (Japonsko)
- Planet Mu (USA)